# Alberto Ullastres
Alberto Ullastres (Madrid, 15 gennaio 1914 – Madrid, 15 novembre 2001) è stato un politico e ambasciatore spagnolo.
Fu Ministro dell'Economia spagnolo (1957-1965) e ambasciatore presso la CEE (1965-1976) sotto la dittatura di Francisco Franco.
Ullastres ha conseguito il dottorato in legge presso l'Università di Madrid. È stato professore di economia politica.
Favorì il cosiddetto Piano di stabilità che permise alla Spagna di transitare da un'economia autarchica verso la liberalizzazione e l'internazionalizzazione dell'economia nazionale, fino ad un successo economico noto come il miracolo spagnolo.